# Enolas
Enolas är ett enzym (fosfopyruvat hydratas, 2-fosfo-D-glycerat hydrolas, EC.4.2.1.11) som hjälper till med katalyserandet av 2-fosfo-D-glycerat till fosfoenolpyruvat. Namnet enolas kommer av enol.
Reaktionen ingår i glykolysen som bryter ner glukos och förekommer i de flesta organismer och finns i cellens cytoplasma.